# アイリスチトセ
アイリスチトセ株式会社（英: IRISCHITOSE.CO.,Ltd.）は、日用品大手のアイリスオーヤマグループに属するオフィス家具メーカー。日本オフィス家具協会（JOIFA）に加盟。

## 概要
前身は大阪府東大阪市に本社を置いていた老舗学習机・オフィス家具メーカーの「チトセ」。2001年7月に多額の負債を抱えて民事再生法を申し立てた。その後、アイリスオーヤマがチトセの事業を譲受。社名を「アイリスチトセ」とし、宮城県仙台市青葉区に設立した。営業所の本部は兵庫県三田市。
学習机が主力だったが赤字がかさんだため撤退、学校向けのスクールセット（椅子と机のセット）にシフトし、トップシェアとなった。
昭和中期は学習机（現在は製造していない）のチトセとして名を馳せた。現在も教育施設向けに強みを持っている（業界3位）のが特徴。また福祉施設向けにも進出しており、従来の事務用品と合わせて主力事業三本柱となっている。

## 沿革
- 2001年
  - 7月 - 「株式会社チトセ」が民事再生法を申請。
  - 9月 - 「アイリスチトセ株式会社」設立。
  - 10月 - チトセより事業譲渡。
- 2003年1月 - 店舗什器事業を開始。
- 2005年5月 - 福祉家具事業に本格参入。
- 2009年1月 - 店舗什器事業をアイリスオーヤマへ譲渡。